# GO!!!
「GO!!!」（ゴー）は、日本のバンド、FLOWの楽曲で、2004年4月28日にKi/oon Recordsから発売されたメジャー4枚目（通算8枚目）のシングル。

## 概要
前作から約2か月ぶりのリリースで、FLOW初のアニメタイアップシングルである。メジャーデビュー後のFLOWのシングルの中では最大のセールスを記録している。
発売当初はレーベルゲートCDであったが、同年10月頃からの同規格での販売終了に伴い、2005年10月26日に通常のCDとして再出荷され、以前のものは廃盤となった。

## 収録曲
- 全曲、作曲:TAKE　編曲:FLOW & Seiji Kameda

1. GO!!! [3:59]
作詞:KOHSHI
  - テレビ東京系アニメ『NARUTO -ナルト-』4代目オープニングテーマ[注 1]であり[9]、2011年にレコチョクが調査した『NARUTO』の名曲ランキングでは、いきものがかりの「ブルーバード」に次いで、この曲が2位にランクインした[10]。
  - ミュージック・ビデオの監督は竹内鉄郎が務めており、内容はアメリカの映画『ターミネーター』のパロディとなっている[11]。
  - リリース当時、着うたでも50万件以上のダウンロード件数を記録している[12]。
2. RISING DRAGON [3:18]
作詞:KOHSHI,KEIGO
3. MY LIFE [3:43]
作詞:KEIGO
4. GO!!!〜VOCALLESS MIX〜 [4:00]
5. GO!!!〜NARUTO OPENING MIX〜 [1:35]

## 収録アルバム
オリジナル
- 『GAME』（#1）[13]

ベスト
- 『FLOW THE BEST 〜Single Collection〜』（#1）[14]
- 『カップリングコレクション』（#2）[15]
- 『FLOW ANIME BEST』 （#1）[16]
- 『FLOW ANIME BEST 極』（#1）[17]
- 『FLOW THE BEST 〜アニメ縛り〜』（#1）[18]

コンピレーション
- 『NARUTO Best Hit Collection』（#1）[19]
- 『HIT STYLE』（#1）[20]
- 『J-POP Navi-music for driving-』（#1）[21]

## GO!!! 〜15th Anniversary ver.〜
2017年6月28日に発売されたデビュー15周年記念ミニアルバム『Fighting Dreamers』に収録されている新録されたバージョンで、これまでFLOWがタイアップを担当した作品に出演した声優11名がコーラスとして参加している。
コーラス参加声優
- 竹内順子（NARUTO –ナルト-：うずまきナルト役）
- 杉山紀彰（NARUTO –ナルト-：うちはサスケ役）
- 中村千絵（NARUTO –ナルト-：春野サクラ役）
- 森久保祥太郎（NARUTO –ナルト-：奈良シカマル役）
- 三瓶由布子（交響詩篇エウレカセブン：レントン・サーストン役）
- 名塚佳織（交響詩篇エウレカセブン：エウレカ役）
- 福山潤（コードギアス 反逆のルルーシュ：ルルーシュ・ランペルージ役）
- 増田俊樹（サムライフラメンコ：羽佐間正義役）
- 梶裕貴（七つの大罪：メリオダス役｝
- 豊永利行（デュラララ!!×2 結：竜ヶ峰帝人役）
- 谷山紀章（友情参加）

## カバー
GO!!!
- 美吉田月 - 2013年12月13日発売のアルバム「Ska Flavor loves アニソン！」に収録。
- Afterglow［美竹蘭（佐倉綾音）］×弦巻こころ（伊藤美来） - 2020年1月1日にアプリゲーム『バンドリ! ガールズバンドパーティ!』に収録[23]。同年5月27日発売の『バンドリ！ ガールズバンドパーティ！ カバーコレクション Vol.4』でCD初収録[24]。
- スカイピース - 2020年6月10日発売の3rdアルバム『青青ソラシドリーム』に収録[25]。サビ以外の歌詞が変更されている[26]。
- Argonavis - 2021年1月14日にアプリゲーム『アルゴナビス from BanG Dream! AAside』に収録[27]。同年11月17日発売の『ARGONAVIS Cover Collection -Mix-』でCD初収録[28]。
- Merm4id - 「Animelo Summer Live 2022 -Sparkle-」とのコラボ楽曲として、2022年8月27日にゲーム『D4DJ Groovy Mix』に追加収録[29]。